# Римське герцогство
Римське герцогство (лат. Dvcatvs Romanvs; дав.-гр. Δουκᾶτον Ῥώμης) — адміністративна складова візантійської провінції Равенський екзархат на Апеннінському півострові, що існувала з кінця VII століття. Як і іншими візантійськими володіннями в Італії, нею правив імператорський чиновник з титулом дукс (лат. dux — герцог). Візантійські чиновники часто вступали в конфлікт із папством через боротьбу за панування у Римі. Після заснування в 756 році Папської держави, Римське герцогство перестало бути адміністративною одиницею, а призначені папами, а не імператорами «герцоги Римські» згадуються дуже рідко.

## Історія
Невідомо, коли саме було засновано Римське герцогство, але, швидше за все, це було наприкінці VII століття, враховуючи відсутність попередніх згадок про таку територію чи титул. Герцог Римський підпорядковувався Равенському екзарху, який мав найвищу імперську владу в Італії. У межах екзархату двома головними округами були територія навколо Равенни, де перебував екзарх і Римське герцогство, яке складалось з Південної Етрурії на півночі та Лаціума на півдні, як аж до Гарільяно (за винятком Казінума та Аквінума), яке очолював герцог Римський, що призначався спочатку візантійським екзархом, а пізніше Папами Римськими.

### Значення Риму для візантійської Італії
Стратегічне значення Пентаполіса (Ріміні, Пезаро, Фано, Сенігаллія, Анкона) і Перуджійського герцогства полягало в тому, що вони здійснювали контроль над вузькою смугою територій між Равенною та Римом, а також зв'язок через Апеннінські гори. Якби цей стратегічний зв'язок було розірвано, Риму і Равенні було б вкрай важко тривалий час самостійно протистояти лангобардській загрозі. Це усвідомлювали і самі лангобарди, оскільки ця вузька смуга землі розривала зв'язок основною частиною Лангобардського королівства на півночі між та лангобардськими Сполетським і Беневентським герцогствами на півдні. Щоб остаточно перехопити контроль над півостровом у візантійців, лангобарди здійснили численні напади на землі, що зв'язували Рим і Равенну між собою.

### Напади лангобардів і посилення папи
У 728 році лангобардський король Лютпранд захопив у візантійців замок Сутрі, який домінував над дорогою до Перуджі біля Непі. Однак на прохання папи Григорія II, Лютпранд передав йому Сутрі як «подарунок блаженним апостолам Петру і Павлу». Цей вираз з Книги пап (Liber pontificalis) довго помилково тлумачився як підтвердження того, що з цього дару розпочалась історія Папської держави. Це невірно, оскільки після передачі їм лангобардами Сутрі, папи продовжували визнавати імперський уряд в Константинополі, а грецькі чиновники ще деякий були присутніми в Римі. Однак вірно те, що тут вперше зустрічається ідея, на якій в майбутньому була побудована Церковна (папська) держава. Папа просив лангобардів повернути Сутрі заради верховних апостолів і погрожував їм покаранням від цих святих захисників. Благочестивий Лютпранд, безсумнівно, сприйняв такі благання, але ніколи не ставився відповідно до грецької влади. Він віддав Сутрі Петру і Павлу, щоб не накликати на себе їх покарання, а що надалі Папа зробив із цим володінням для лангобарда було неважливо.
Віра в те, що римську територію (спочатку в більш обмеженому, а потім і в ширшому значенні) захищав первшоверховний апостол, ставала все більш поширеною. У 738 році лангобардський герцог Тразімунд II Сполетський захопив замок Галлезе, який захищав дорогу до Перуджі на північ від Непі. Папа Григорій III заплатив герцогу велику суму за повернення йому замку. Потім Папа шукав союзу з герцогом Тразімундом, щоб захистити себе від Лютпранда. Однак Лютпранд завоював Сполето, обложив Рим, спустошив Римське герцогство та захопив чотири важливі прикордонні фортеці (Блера, Орте, Бомарцо та Амелія), тим самим перервавши зв'язок Рима з Перуджією та Равенною.
Це змусило папу в 739 році вперше звернутись до могутнього Франкського королівства, під захистом якого Боніфатій Майнцький  розпочав свою успішну місіонерську діяльність у північній Німеччині. Він надіслав посланників до Карла Мартела, «могутнього мажордома» Франкської держави та очільника франків у знаменитій битві під Пуатьє, безсумнівно за згодою грецького дуки, і звернувся до нього з проханням захистити Апостольську гробницю. Карл Мартел прийняв посольство і папські дари, але не захотів виступити проти лангобардів, які допомагали йому в боротьбі з сарацинами.
Відповідно, наступник Григорія III, папа Захарій, змінив політику, яку папство дотримувалася раніше щодо лангобардів. Він уклав союз з Лютпрандом проти Тразімунда, і в 741 році отримав натомість чотири замки в результаті особистого візиту до табору короля в Терні. Лютпранд також відновив ряд володінь, захоплених лангобардами, і, крім того, уклав двадцятирічний мир з папою.
Тепер герцогство мало перепочинок від нападів лангобардів. Лангобарди напали на Равенну, яку вони вже утримували з 731 по 735 рік. Екзарх Євтихій не мав іншого виходу, як звернутися за допомогою до папи. Насправді Лютпранд дозволив Захарію спонукати себе здати більшу частину своїх завоювань. Не маловажним було й те, що ці райони теж колись завдячували своїм порятунком папі. Проте Захарію вдалося відкласти катастрофу лише на короткий проміжок часу, що минув після смерті Лютпранда в 744 році .

### Падіння екзархату— Піпінів дар
У 751 році Равеннський екзархат був остаточно захоплений лангобардами на чолі з новим королем Айстульфом. Рим під керівництвом папи Стефана II традиційно спробував вести дипломатичні переговори з Айстульфом, а після провалу цих переговорів звернувся до короля франків Піпіна Короткого з новим проханням про допомогу. До 756 року Піпін переміг лангобардів і передав папству землі Римського герцогства, а також деякі з колишніх лангобардських володінь у Равеннському екзархаті папству. Цей дар був оформлений документом, що отримав назву Піпінів дар і позначив справжній початок Папської держави.

## Герцоги
Герцогів спочатку призначав візантійський Равеннський екзарх, але в середині століття вони вже призначались Папою.
- Петро (–725)
- Марін (725–)
- Стефан (пов. 743)
- Тото (767–68)
- Граціоз (769–72)
- Іван (772–)
- Теодор (пов. 772×95)

Посада герцога Римського зникла приблизно у 778–81 рр., але є розрізнені згадки про герцогів серед папських чиновників, які, можливо, були наступниками герцогів Риму:
- Леонін (фл. 772×95)
- Сергій (815)